# Elytrantheae
Elytrantheae, biljni tribus iz porodice ljepkovki. Sastoji se od 14 rodova. Ime je dobio po rodu Elytranthe čije vrste rastu po Aziji.

## Rodovi
1. Alepis Tiegh.
2. Amylotheca Tiegh.
3. Cyne Danser
4. Decaisnina Tiegh.
5. Elytranthe (Blume) Blume
6. Lampas Danser
7. Lepeostegeres Blume
8. Lepidaria Tiegh.
9. Loxanthera Blume
10. Lysiana Tiegh.
11. Macrosolen (Blume) & Rchb.
12. Peraxilla Tiegh.
13. Thaumasianthes Danser
14. Trilepidea Tiegh.